# M 〜もうひとつのラブストーリー〜
「M 〜もうひとつのラブストーリー〜」（エム・もうひとつのラブストーリー）は、RSPの4枚目のシングル。

## 概要
本作はプリンセス プリンセスの1988年発表曲「M」をサンプリングした楽曲。
DVD付初回限定盤と通常盤の2形態で発売。
DVDには「M 〜もうひとつのラブストーリー〜」のMVを収録している。

## チャート成績
オリコンチャート8位を獲得した。

## 収録曲

### CD
1. M 〜もうひとつのラブストーリー〜
2. 作詞：富田京子/RSP　 作曲：奥居香/RSP  編曲：松尾和彦
3. Serious Love
4. 作詞・作曲・編曲：Nao'ymt for www.naoymt.com
5. M 〜もうひとつのラブストーリー〜(Instrumental)

## DVD
1. M 〜もうひとつのラブストーリー〜（ミュージック・ビデオ）